# Naheweg

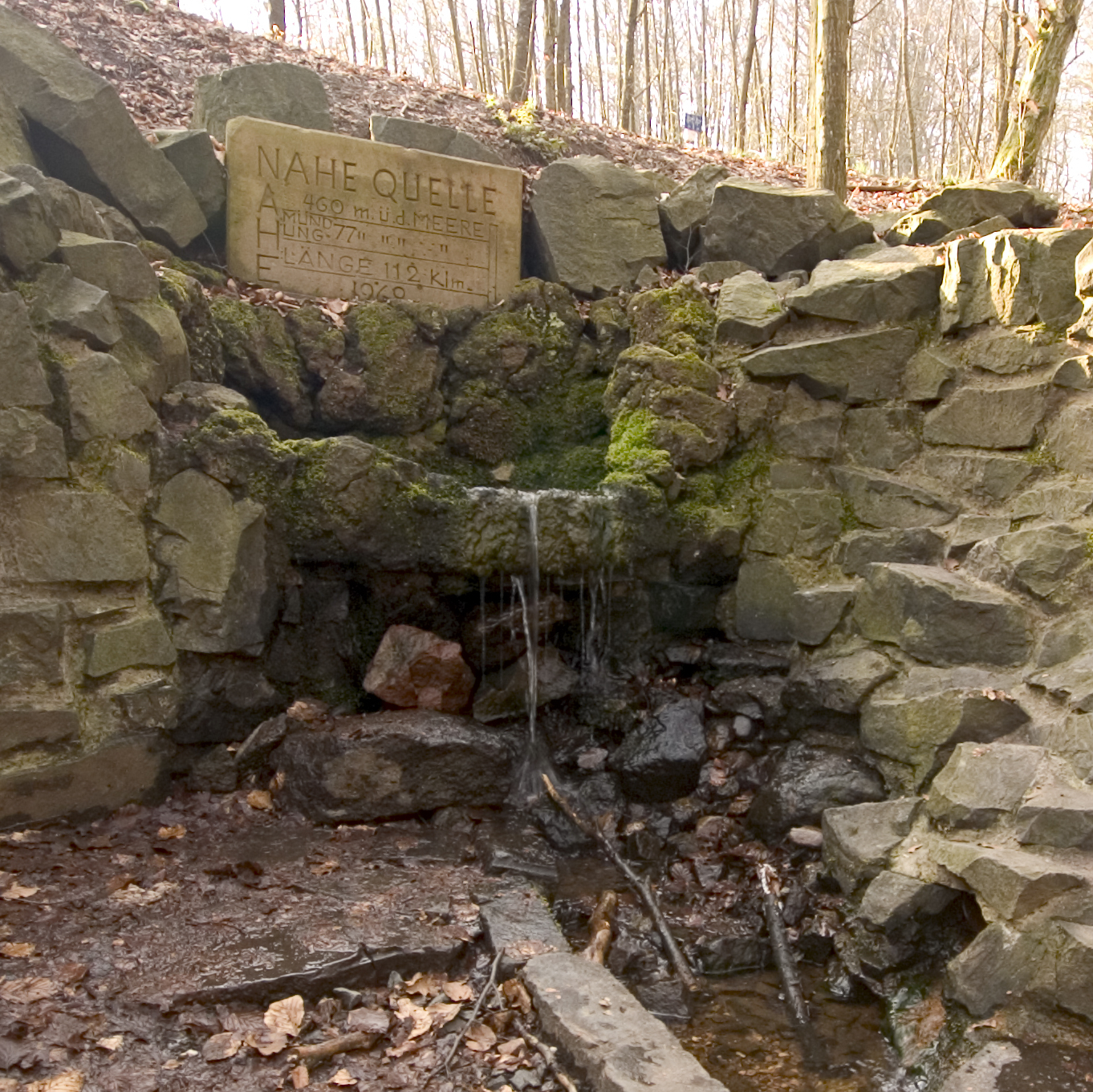
Nahequelle bei Selbach

Der Naheweg ist ein etwa 75 Kilometer langer Wanderweg, der vom Rastpfuhl in Saarbrücken durch den Saarkohlenwald und dann weiter über Göttelborn, Illingen und Urexweiler hinab ins Tal der Blies bei Gronig und weiter ins Nahetal führt. Die Nahequelle bei Selbach kann mit einem Abstecher von 2,5 km Länge erreicht werden. Im weiteren Verlauf werden die Orte Gonnesweiler und Türkismühle durchwandert, und bei Nohfelden verlässt der Weg das Saarland. Ab Neubrücke schließt sich der Nahehöhenweg an, der über weitere 108 km bis zum Rhein führt.
Der Weg wird vom Saarwald-Verein betreut. Markiert ist der Naheweg mit einem blauen N auf weißem Grund.